# Basket Hebdo
Basket Hebdo était un  hebdomadaire sportif français spécialisé dans le basket-ball. Il avait la particularité de se présenter sous la forme d'un journal. Ce magazine traitait toute l'actualité du basket-ball (Pro A, Pro B, NBA, NCAA, championnats européens, etc), les résultats, les classements, les transferts.
Le 4 septembre 2013, une revue du même nom reparaît. Le 2 juin 2016, par l'intermédiaire de son compte Facebook, il est annoncé la fin de sa parution après 144 numéros.